# Brintøkonomi
Brintøkonomi er en paraplybetegnelse for de måder, hvorpå brint indgår i samfundsøkonomien og ikke mindst den samfundsøkonomiske rolle, brint kan tænkes at få fremover som led i den grønne omstilling. Brint bruges i dag til forskellige erhvervsformål, især til olieraffinering og industrielle processer som fremstilling af ammoniak, men forventes også af nogle forskere og planlæggere at kunne få en vigtigere rolle i fremtidens økonomier, når udledningen af drivhusgasser skal reduceres. Der er således især fokus på brintens rolle i den grønne omstilling, hvor det dels er tanken, at brint fremover skal fremstilles mindre klimabelastende end den nuværende dominerende produktionsmetode, hvor brinten udvindes af naturgas, og dels, at såkaldt grøn brint skal kunne erstatte fossile brændsler i en række processer, hvor det er svært at anvende grøn elektricitet direkte. 

## Brintens rolle i den grønne omstilling
Ren brint er farveløs, men klassificeres alt efter kulstofintensiteten i fremstillingen som henholdsvis grå, blå eller grøn brint:
- Grå brint: Det meste brint, der produceres i dag, er grå brint, fremstillet ved at omdanne naturgas gennem en såkaldt dampreformering (forkortet "SMR" fra engelsk steam methane reforming).[2]

- Blå brint: Blå brint fremstilles på samme måde som grå brint, men her suppleres fremstillingen med indfangning og lagring af den udledte CO2.

- Grøn brint: Grøn brint fremstilles gennem elektrolyse af vand ved brug af vedvarende energi, f.eks. strøm fra vindmøller og solceller.

Kulstoffattig brint er blevet udset til at være en vigtig byggesten i den grønne omstilling. Det drejer sig dels om, at grøn eller evt. blå brint skal kunne erstatte grå brint i de processer, der allerede i dag anvender brint, og dels, at brint potentielt kan løse nogle af de opgaver, som hidtil har anvendt fossile brændsler, og hvor grøn elektricitet fra f.eks. sol- og vindenergi ikke direkte kan erstatte den hidtidige fossile anvendelse. Brint kan enten direkte eller forædlet til f.eks. e-metanol bruges som brændstof i skibe, fly og tunge køretøjer, og det kan bruges i stålindustrien og lignende steder, der kræver meget høje temperaturer.
Fremtidige slutanvendelser for brint er sandsynlige indenfor tung industri (f.eks. højtemperaturprocesser sideløbende med elektricitet, råmateriale til produktion af grøn ammoniak og organiske kemikalier, som alternativ til kulfremstillet koks til stålfremstilling), langdistancetransport (f.eks. skibsfart og i mindre grad brintdrevne fly og tunge godskøretøjer) og langsigtet energilagring. Andre anvendelser som lette erhvervskøretøjer og opvarmning i bygninger anses ikke længere for at være en del af fremtidens brintøkonomi, primært af økonomiske og miljømæssige årsager.
Der er imidlertid en række problemstillinger forbundet med en mere udbredt anvendelse af brint. Brinten er udfordrende at opbevare, transportere i rørledninger og bruge. Grundstoffet giver anledning til sikkerhedsproblemer, da det er meget eksplosivt, og det er ineffektivt sammenlignet med direkte brug af elektricitet. Da relativt små mængder kulstoffattigt brint er tilgængelige, kan klimafordelene maksimeres ved at bruge det i anvendelser, der er vanskeligere at dekarbonisere.

## Historie og mål

### Oprindelse
Forestillingen om et samfund, der bruger brint som det primære middel til energilagring, blev fremsat af genetikeren JBS Haldane i 1923. I forventning om udtømning af Storbritanniens kulreserver til elproduktion foreslog Haldane et netværk af vindmøller til at producere brint og ilt til langsigtet energilagring gennem elektrolyse for at hjælpe med at håndtere den vedvarende energis variable output. Selve udtrykket "brintøkonomi" blev opfundet af John Bockris under en tale, han holdt i 1970 på General Motors (GM) Technical Center. Bockris betragtede det som en økonomi, hvor brint, understøttet af kernekraft og solenergi, ville hjælpe med at imødegå voksende bekymring om udtømning af fossile brændstoffer og miljøforurening ved at tjene som energibærer til slutanvendelser, hvor elektrificering ikke var egnet.
Moderne interesse for brintøkonomi kan ikke mindst spores til en teknisk rapport fra 1970 af Lawrence W. Jones fra University of Michigan, hvori han gentog Bockris' dobbelte begrundelse om at adressere energisikkerhed og miljømæssige udfordringer. I modsætning til Haldane og Bockris fokuserede Jones kun på kernekraft som energikilden til elektrolyse, og primært på brugen af brint i transport, hvor han betragtede luftfart og tung godstransport som topprioriteterne.

### Senere udvikling
En stigende interesse for brintøkonomi-tankegangen i løbet af 2000'erne blev gentagne gange beskrevet som hype af nogle kritikere og fortalere for alternative teknologier, og nogle investorer tabte penge under finanskrisen, hvor også mange brintprojekter tabte stort i værdi. Interessen for teknologien steg igen i 2010'erne, især med dannelsen af World Hydrogen Council i 2017. Adskillige bilproducenter fremstillede brintbrændselscellebiler kommercielt. Producenter som Toyota, Hyundai og industrigrupper i Kina planlagde at øge antallet af biler til hundredtusindvis i løbet af det næste årti.
Det globale spillerum for brintens rolle i personbiler er i 2020'erne faldende i forhold til tidligere forventninger. Ved udgangen af 2022 var der solgt 70.200 brintbiler på verdensplan sammenlignet med 26 millioner plug-in-elbiler.
I begyndelsen af 2020'erne fokuserer fortalere for brintøkonomien på sammenhængen mellem elektricitet og brint og brugen af elektrolyse som grundpillen i brintproduktion. De fokuserer på behovet for at begrænse den globale opvarmning til 1,5 °C og prioritere produktion, transport og anvendelse af grøn brint til tung industri (f.eks. højtemperaturprocesser sideløbende med elektricitet, råmateriale til produktion af grøn ammoniak og organiske kemikalier, som alternativ til kulafledt koks til stålfremstilling) samt langdistancetransport (f.eks. skibsfart, luftfart og i mindre og mindre omfang tunge godskøretøjer).

## Produktion
Værdien af brintproduktionen på verdensplan blev vurderet til over 155 milliarder dollar i 2022 og forventes at vokse med over 9 % årligt frem til 2030.
I 2021 blev 94 millioner tons (Mt) molekylært brint (H2) fremstillet. Heraf var cirka en sjettedel et biprodukt af processer i den petrokemiske industri. Det meste brint kommer fra dertil indrettede produktionsfaciliteter, hvoraf over 99 % er fra fossile brændstoffer, hovedsageligt via dampreformering af naturgas (70 %) og kulforgasning (30 %, næsten alle i Kina). Mindre end 1 % af dedikeret brintproduktion har lavt kulstofindhold: dampreformering af fossilt brændstof med kulstoffangst og -lagring (blå brint) eller grøn brint fremstillet ved hjælp af elektrolyse og brint fremstillet af biomasse.CO2-emissioner fra 2021-produktionen på 915 MtCO2 udgjorde 2,5 % af energirelaterede CO2-emissioner og 1,8 % af de globale drivhusgasemissioner.
Stort set al brint produceret til det nuværende marked bruges til olieraffinering (40 MtH2 i 2021) og industrielle processer (54 MtH2). Ved olieraffinering bruges brint i en proces kendt som hydrokrakning til at omdanne tunge oliekilder til lettere dele, der er egnede til brug som brændstof. Industrielle anvendelser omfatter hovedsageligt ammoniakproduktion til fremstilling af gødning (34 MtH2 i 2021), metanolproduktion (15 MtH2) og fremstilling af direkte reduceret jern (5 MtH2).

## Anvendelser
Stort set alle de 100 millioner tons brint, der produceres hvert år, bruges til olieraffinering (43 % i 2021) og industrielle processer (57 %), primært til fremstilling af ammoniak til gødning og metanol.
Brint kan anvendes som brændstof på to forskellige måder: i brændselsceller, der producerer elektricitet, og via forbrænding til at frembringe varme. Når brint forbruges i brændselsceller, er den eneste udledning på brugsstedet vanddamp. Forbrænding af brint kan derimod føre til termisk dannelse af skadelige nitrogenoxidemissioner.

### Industrielle processer
I forbindelse med at begrænse den globale opvarmning vil brint med lavt kulstofindhold (især grøn brint) sandsynligvis spille en vigtig rolle i dekarboniseringserhvervet. Brintbrændstof kan producere den intense varme, der kræves til industriel produktion af stål, cement, glas og kemikalier, og dermed bidrage til den grønne omstilling i industrien sammen med andre teknologier, såsom lysbueovne til stålfremstilling. Det vil dog sandsynligvis spille en større rolle i at levere industrielt råmateriale til renere produktion af ammoniak og organiske kemikalier. For eksempel ved stålfremstilling kunne brint fungere som en ren energibærer og også som en kulstoffattig katalysator, der erstatter kul-afledt koks.
Nødvendigheden af at bruge kulstoffattig brint til at reducere udledningen af drivhusgasser har potentialet til at omforme de industrielle aktiviteters geografiske lokalisering, da lokaliteter med passende brintproduktionspotentiale i forskellige regioner vil samvirke på nye måder med logistikinfrastruktur, tilgængelighed af råmaterialer, menneskelig og teknologisk kapital.

### Transport
Meget af interessen for brintøkonomi-konceptet er fokuseret på brinttransportmidler, især fly. Brintkøretøjer producerer væsentligt mindre lokal luftforurening end konventionelle køretøjer. I 2050 kan energibehovet til transport være mellem 20 % og 30 % opfyldt af brint og syntetiske brændstoffer.
Brint, der bruges til at gøre transport mindre CO2-intensiv, vil sandsynligvis finde sine største anvendelser indenfor skibsfart, luftfart og i mindre grad tunge godskøretøjer, gennem brug af brint-afledte syntetiske brændstoffer såsom ammoniak og metanol samt brændselscelleteknologi. Brint har været brugt i brændselscellebusser i mange år. Det bruges også som brændstof til fremdrift af rumfartøjer.
I Det Internationale Energiagenturs 2022 Net Zero Emission Scenario (NZE) forventes brint at tegne sig for 2 % af jernbaneenergiefterspørgslen i 2050, mens 90 % af jernbanerejserne forventes at være elektrificeret inden da (op fra 45 % i dag). Brintens rolle i jernbanesektoren vil sandsynligvis være koncentreret om strækninger, der viser sig at være svære eller dyre at elektrificere. NZE forudser, at brint vil dække ca. 30 % af energibehovet for tunge lastbiler i 2050, hovedsageligt til tunge transporter over lange afstande (med batterielektrisk energi, der tegner sig for omkring 60 %). 
Selvom brint kan bruges i tilpassede forbrændingsmotorer, har brændselsceller, da de er elektrokemiske, en effektivitetsfordel i forhold til traditionelle forbrændingsmotorer. Brændselsceller er dog dyrere at producere end almindelige forbrændingsmotorer og kræver også en højere renhed af brint end forbrændingsmotorer.
I segmentet for lette vejkøretøjer inklusive personbiler var der ved udgangen af 2022 blevet solgt 70.200 brændselscelle-elbiler på verdensplan sammenlignet med 26 millioner plug-in-elbiler. Med den hurtige vækst i antallet af elektriske køretøjer og tilhørende batteriteknologi og infrastruktur er brintens rolle for personbiler dermed minimal.

### Energisystemets balancering og lagring
Grøn brint har via elektrolyse af vand potentialet til at imødegå variationen i produktionen af vedvarende energi. Fremstilling af grøn brint kan både reducere behovet for vedvarende energibesparelse i perioder med høj produktion af vedvarende energi og lagres langsigtet for at sørge for elproduktion i perioder med lav produktion.

### Ammoniak
Et alternativ til brint i gasform som energibærer er at binde det med nitrogen fra luften for at producere ammoniak, som let kan gøres flydende, transporteres og bruges (direkte eller indirekte) som et rent og vedvarende brændstof. Blandt ulemperne ved ammoniak som energibærer er dens høje giftighed, energieffektivitet af NH3 produktion fra N2 og H2 og forgiftning af PEM-brændselsceller med spor af ikke-nedbrudt NH3 efter NH3 til N2 konvertering.

### Bygninger
Talrige brancher (gasnetværk, gaskedelproducenter) på tværs af naturgasforsyningskæden arbejder for at fremme brintforbrændingskedler til rum- og vandopvarmning og brintapparater til madlavning for at reducere energirelaterede CO2 -emissioner fra bolig- og erhvervsbygninger.
En gennemgang af 32 uafhængige undersøgelser af spørgsmålet om brint til opvarmning af bygninger viste, at de økonomiske og klimamæssige fordele ved brint til opvarmning og madlavning generelt står meget dårligt i forhold til udbygningen af fjernvarmenet, elektrificering af opvarmning (primært gennem varmepumper) og madlavning, anvendelse af solvarme, energieffektiviseringsforanstaltninger der skal reducere efterspørgslen. På grund af ineffektivitet i brintproduktionen kan brug af blå brint til at erstatte naturgas til opvarmning kræve tre gange så meget metan, mens brug af grøn brint ville kræve to til tre gange så meget elektricitet som varmepumper. Hybridvarmepumper, som kombinerer brugen af en elektrisk varmepumpe med en brintkedel, kan dog spille en rolle ved boligopvarmning i områder, hvor det ellers ville være dyrt at opgradere netværkene for at imødekomme spidsbelastningen.
Udbredt brug af brint til opvarmning af bygninger ville medføre højere energisystemomkostninger, højere varmeomkostninger og større miljøpåvirkninger end alternativerne, selvom en nicherolle kan være fornuftig i specifikke sammenhænge og geografier. Hvis det anvendes, vil brugen af brint i bygninger øge prisen på brint til anvendelser, der er sværere at dekarbonisere i industri og transport.

## Sikkerhed
Anvendelsen af brint indebærer en række farer for menneskers sikkerhed, fra potentielle detonationer og brande, når brinten blandes med luft, til at fungere som et kvælningsmiddel i sin rene, iltfri form. Derudover er flydende brint et kryogen og frembyder farer (såsom forfrysninger) forbundet med meget kolde væsker. Brint opløses i mange metaller og kan udover at lække ud have negative virkninger på dem, såsom brintskørhed, hvilket fører til revner og eksplosioner.
Brint er brandfarligt, når det blandes selv i små mængder med almindelig luft. Antændelse kan forekomme ved et volumetrisk forhold mellem brint og luft så lavt som 4 %. Desuden er brintbrand, selvom den er ekstremt varm, næsten usynlig og kan derfor føre til utilsigtede forbrændinger.

## Omkostninger
Mere udbredt brug af brint i økonomien medfører behov for investeringer og nye typer omkostninger til produktion, opbevaring, distribution og brug. Estimater af brintens omkostninger er derfor komplicerede og må bygge på antagelser om omkostningerne ved energiinput (typisk gas og elektricitet), produktionsanlæg og metode (f.eks. grøn eller blå brint), anvendte teknologier (f.eks. alkaliske eller protonudvekslingsmembranelektrolysatorer), lagrings- og distributionsmetoder, og hvordan forskellige omkostningselementer kan ændre sig over tid. Disse faktorer er indarbejdet i beregninger af de udjævnede omkostninger ved brint (LCOH).
Spændet for omkostningsestimater af kommercielt tilgængelige brintproduktionsmetoder er bredt. Pr. 2022 er grå brint billigst at producere uden afgift på sin CO2-udledning, efterfulgt af blå og grøn brint. Produktionsomkostningerne for blå brint forventes ikke at falde væsentligt i 2050, kan forventes at svinge med naturgaspriserne og kan blive udsat for kulstofafgifter for uopfangede emissioner. Omkostningerne til elektrolysatorer faldt med 60 % fra 2010 til 2022, før de steg lidt på grund af stigende kapitalomkostninger. Deres omkostninger forventes at falde betydeligt henimod 2030 og 2050, hvilket vil sænke omkostningerne ved grøn brint sideløbende med de faldende omkostninger til vedvarende energiproduktion. Det er billigst at producere grøn brint med overskud af vedvarende energi, som ellers ville blive begrænset, hvilket favoriserer elektrolysatorer, der er i stand til at reagere på lave og variable effektniveauer.
En Goldman Sachs-analyse fra 2022 forudser, at grøn brint på globalt plan vil blive lige så billig som grå brint i 2030, og endnu tidligere hvis en global kulstofafgift pålægges grå brint. Med hensyn til omkostninger pr. energienhed vil blå og grå brint altid koste mere end de fossile brændstoffer, der bruges i dens produktion, mens grøn brint altid vil koste mere end den vedvarende elektricitet, der bruges til at fremstille det.

## Brintanvendelse i forskellige lande
Der har i en årrække i mange lande været arbejdet med forskellige planer om både at forøge fremstillingen af grøn brint og at udvide mulighederne for anvendelse af brint. I 2020 lancerede EU sin European Clean Hydrogen Alliance (ECHA), der skulle fremme anvendelsen af brint. En række EU-lande har allerede et relativt stort naturgasrørledningssystem. Det gælder således Belgien, Tyskland, Frankrig og Holland. Dette er vigtigt for en eventuel større anvendelse af brint fremover, da brint kan transporteres i de samme rørledninger.

### Australien
I oktober 2021 annoncerede Queensland Premier Annastacia Palaszczuk og Andrew Forrest, at Queensland ville være hjemsted for verdens største brintfabrik.
I Australien har det australske agentur for vedvarende energi (ARENA) investeret 55 millioner dollars i 28 brintprojekter, fra tidlige forsknings- og udviklingsfaser til tidlige forsøg og implementeringer. Agenturets erklærede mål er at producere brint ved elektrolyse for $2 per kilogram, annonceret af ministeren for energi og emissioner Angus Taylor i 2021.

### Island
Island har forpligtet sig til at blive verdens første brintøkonomi inden 2050. Island er i en unik position. Indtil videre importerer landet alle de olieprodukter, der er nødvendige for at drive dets biler og fiskerflåde. Island har store geotermiske resurser - så meget, at den lokale pris på elektricitet er lavere end prisen på de kulbrinter, der kunne bruges til at producere denne elektricitet. I 2003 åbnede verdens første brintanlæg til biler som del af en almindelig servicestation i Island.